# Gornja Slatina (Leskovac)
Pour les articles homonymes, voir Gornja Slatina.
Gornja Slatina (en serbe cyrillique : Горња Слатина) est un village de Serbie situé sur le territoire de la Ville de Leskovac, district de Jablanica. Au recensement de 2011, il comptait 182 habitants.

## Démographie
| 1948 | 1953 | 1961 | 1971 | 1981 | 1991 | 2002 | 2011 |
| ---- | ---- | ---- | ---- | ---- | ---- | ---- | ---- |
| 270  | 282  | 287  | 256  | 260  | 248  | 210  | 182  |

|  |